# Vesneane, Cernivți
Vesneane (în ucraineană Весняне) este un sat în comuna Mazurivka din raionul Cernivți, regiunea Vinnița, Ucraina.

## Demografie
Componența lingvistică a localității Vesneane
     Ucraineană (100%)
Conform recensământului din 2001, toată populația localității Vesneane era vorbitoare de ucraineană (100%).